# Irréprochable
Irréprochable è un film del 2016 scritto e diretto da Sébastien Marnier, al suo esordio alla regia di un lungometraggio.

## Riconoscimenti
- 2017 - Premi César
  - Candidatura per la migliore attrice a Marina Foïs